# Manuel Téllez
Manuel Téllez fue un líder agrarista mexicano. El 8 de julio de 1923 junto a David Flores Reynada y un grupo de campesinos crearon la Liga Campesina de Atoyac. Después de este hecho y durante la siguiente década y media, las diferentes poblaciones circundantes comenzaron a crear sus
Comités Agrarios, mismos que fueron dirigidos por el propio Manuel Téllez y David. Por ese motivo, el 10 de diciembre de 1923, Téllez fue asesinado. Con motivo de su muerte, su hermano Alberto Téllez, Feliciano Radilla, Pilar Hernández y otros cabecillas agraristas reunieron unos 200 hombres para conformar una guerrilla en Atoyac, a la que luego se le uniría Silvestre Castro y Pedro Cabañas (hermano del general zapatista Pablo Cabañas, que operó en Michoacán).